# Barnabé Farmian Durosoy
Barnabé Farmian Durosoy (1745-25 de agosto de 1792) fue un periodista y hombre de letras francés, además de dramaturgo, poeta, novelista, historiador y ensayista.
Autor de libros de historia, crítica literaria y filosofía política, también publicó poemas, canciones, epístolas, cuentos en verso, fábulas y, sobre todo, obras de teatro, así como ballets y libretos de ópera. Fundador y editor del diario monárquico Gazette de Paris en 1789, fue el primer periodista en morir ejecutado en la guillotina bajo el Terror.

## Primeros años
Autor de un ensayo filosófico sobre el establecimiento de escuelas gratuitas de diseño para las artes mecánicas y de una historia de Languedoc en cuatro volúmenes encargados por los capitouls de Toulouse, fue editor jefe del Journal des Dames desde abril hasta septiembre de 1762, siendo en el campo de la poesía y el teatro donde su producción fue más abundante. Encarcelado el 12 de mayo de 1770 en la Bastilla por dos libros de los cuales probablemente no fue autor, permaneció encerrado hasta el 21 de julio. Solo uno de sus poemas, Les Sens, poème en six chants, le valió un pequeño reconocimiento, al igual que una de sus obras, Henri IV ou la Bataille d’Ivry, la cual tuvo un total de veinte representaciones en París, Versalles, Toulouse y Bruselas entre 1774 y 1795. Entre los hombres de letras, Antoine Rivarol parece haber sido el único que se entusiasmó con su obra lírica. El autor del "Discurso sobre la universalidad de la lengua francesa" escribió en 1788 que "la juventud poética" se olvida de "Voltaire, Racine y Corneille" y toma como modelo a aquel cuyo nombre "vuela de boca en boca en el ala del vodevil".

## Revolución francesa
El primer número de la Gazette de Paris se publicó el 1 de octubre de 1789. Por aquel entonces se publicaban nuevos periódicos cada mes, la mayoría de ellos de existencia efímera. El diario de Durosoy fue uno de los más vehementes, lo cual aseguró su popularidad. En una época en que unos pocos cientos de ejemplares vendidos eran suficientes para mantenerse, la circulación de la Gazette durante el verano de 1790 fue de aproximadamente 5.000 copias. Inicialmente favorable a la Revolución francesa, Durosoy, indignado por la nacionalización de la propiedad del clero, asumió la causa monárquica.
Hacia el final de 1790, Marat, quien había predicado al comienzo de la Revolución una libertad de prensa "ilimitada", invitó a "todos los buenos ciudadanos, a todos los patriotas de la capital a reunirse para destruir cualquier imprenta destinada a los libelos de nuestros enemigos". Al frente de los periodistas a quienes denunciaba se encontraba Durosoy, quien, a pesar de todo, siguió defendiendo sus ideales.
En 1791, tras el arresto del rey Luis XVI en Varennes, Durosoy decidió involucrar a partidarios del monarca para que se presentasen como rehenes y publicaran sus nombres en la Gazette de Paris. El 10 de agosto de 1792, después del asalto al Palacio de las Tullerías, Luis XVI fue suspendido de sus funciones, tras lo cual Durosoy escribió:

Al momento de escribir, todas las hordas, ya sea quienes deliberan o matan: Republicanos, Pioneros, Innovadores, Brissotins, Filósofos, escriben, discuten, calumnian, afilan dagas, distribuyen cartuchos, dan instrucciones, chocan, se cruzan, aumentan el precio de las denuncias, de los delitos, de los libelos y de los venenos. Escucho a algunas personas atormentadas por esta pequeña curiosidad que se alimenta de historias, pedirme noticias, en lugar de un desarrollo de las preguntas más importantes. Les digo que en este momento, hay poco o ningún detalle militar... Pero el duque de Brunswick ya era dueño de las principales ciudades de Flandes y Alsacia, si Luis XVI no está preservado tanto para nuestro amor como para nuestra fidelidad, ¿qué nos importarían victorias que no serían consagradas por la felicidad y la presencia del buen Rey? Si los facios se atreven a pronunciar decadencia, se atreven a juzgarlo, y si lo juzgan, ¡él está muerto! ¡Muerto! Escuchen, hombres demasiado inútiles que quieren historias, y no sienten que los peligros del Rey deben hacer olvidar a todos los demás".

## Condena a muerte y ejecución
El recién instaurado Tribunal Revolucionario ordenó su búsqueda inmediata. Su periódico fue suspendido, siendo Durosoy arrestado y encarcelado. Louis Mortimer Ternaux relató su proceso:

(El 23 de agosto) comenzó el juicio de Du Rozoy, redactor de la Gazette de Paris. En sus documentos, se había encontrado una inmensa cantidad de cartas dirigidas al periodista y de las cuales él era libre de hacer o no hacer uso. Se le hizo responsable de todas las locuras de sus corresponsales, aunque la mayoría de ellos le eran personalmente desconocidos. Uno quería ver en la multiplicidad de sus relaciones, en la concentración de tantas cartas en una mano, la prueba flagrante de la conspiración que se buscaba en todas partes y que no se encontraba en ninguna parte. El valiente escritor no dudó en defender ante sus jueces los principios que había sostenido en su periódico; ¡fue condenado a muerte por la mayor glorificación de la libertad de prensa! El 25 de agosto, a las nueve de la noche, mientras subía los escalones del cadalso, exclamó: "Un realista como yo debía morir el día de San Luis".

Chateaubriand, quien describe la ejecución de Durosoy en términos casi idénticos, lo sitúa en su contexto histórico:

La prensa, que devino libre en 1789, dejó de serlo el 17 de agosto de 1792; entonces se establece, como ya he dicho, un tribunal. ¿Quiénes fueron las primeras víctimas sacrificadas? Hombres de letras, defensores del monarca y de la monarquía. Durosoy, juzgado a las cinco horas de la tarde y conducido al suplicio a las ocho y media, le entregó al presidente del tribunal una nota que contenía sólo estas palabras: "Un realista como yo debía morir un día de San Luis".

Por su parte, el editor anónimo del histórico "Almanaque de la Revolución Francesa" señaló el 25 de agosto: "El Sr. du Rosoy, periodista, tiene la cabeza rebanada".
Maton de La Varenne relató igualmente su proceso y el de otros dos condenados:

Las primeras víctimas que cayeron bajo el hacha homicida de Pepin y sus infames colegas, fueron Louis-David Collenot-d'Angremont, profesor de idiomas de la reina, cuando era delfina, y luego secretario de la administración de la Guardia Nacional, acusado de haberse alistado para el rey; de la Porte, Consejero de Estado, Intendente de la lista civil, después de haber sido miembro de la Armada: acusado de haber pagado la impresión de folletos escritos a favor del despotismo; Bernabé Durosoi, autor del Catéchisme de l’honneur français, y escritor de una hoja titulada: Le Royalisme, así como la Gazette de Paris, donde nunca dejó de destrozar a los jacobinos. Se le reprochó haber estado en el palacio el día 10, y haber escrito para el antiguo orden.

## Obra
- Lettres de Cécile à Julie, ou les Combats de la nature (1754).
- Le Cri de l’honneur, épître à la maîtresse que j’ai eue (1755).
- Le Génie, le goût et l’esprit, poème en 4 chants, par l’auteur du Poème sur les sens (1756).
- Mes dix-neuf ans, ouvrage de mon cœu (1762).
- Épître à mon verrou, par l’auteur de Mes dix-neuf ans (1762).
- Clairval philosophe, ou la Force des passions, mémoires d’une femme retirée du monde, 2 volúmenes (1765).
- L’Usage des talens, épître à Mademoiselle Sainval, jeune débutante au Théâtre français (1766).
- Les Sens : poème en six chants (1766).
- Essai philosophique sur l’établissement des écoles gratuites de dessein pour les arts mécaniques (1769).
- Œuvres mêlées de M. de Rozoi, 2 volúmenes (1769).
- Annales de la ville de Toulouse, 4 volúmenes (1771-1776).
- Le Vrai ami des hommes (1772). Reimpresa en 1796 como una obra póstuma de Antoine Léonard Thomas.
- Dissertation sur Corneille et Racine, suivie d’une épître en vers (1773).
- Le Joyeux Avènement (1774).
- Dissertation sur le drame lyrique (1775).
- Fragment sentimental en vers français (1791).

### Teatro
- Les Décius français ou le siège de Calais sous Philippe VI, tragédie en cinq actes et en vers, Puteaux, casa del duque de Grammont, 29 de julio de 1767 (1765).
- Azor, ou les Péruviens: tragédie en cinq actes et en vers (1770).
- La Pomme d’or, ballet héroïque en trois actes (1771).
- Richard III, tragédie en cinq actes et en vers, Teatro de Toulouse (1773).
- Aurore et Azur (1774).
- Henri IV ou la Bataille d’Ivry, drame lyrique en 3 actes et en prose, París, Hotel de Bourgogne, 14 de noviembre de 1774.
- La Réduction de Paris, drame lyrique en 3 actes, París, Hotel de Bourgogne, 30 de septiembre de 1775.
- Les Mariages samnites, drame lyrique en 3 actes et en prose, París, Hotel de Bourgogne, 12 de junio de 1776.
- Les Deux Amis, drame lyrique en 3 actes, en prose, mêlé d’ariettes, Palacio de Versalles, 19 de febrero de 1779.
- Les Trois Roses, ou les Grâces, comédie en 3 actes, en prose, mêlée d’ariettes, Palacio de Versalles, 10 de diciembre de 1779.
- Pygmalion, drame lyrique en 1 acte et en prose, París, Hotel de Bourgogne, 16 de diciembre de 1780.
- L’Inconnue persécutée, comédie opéra en 3 actes, Palacio de Versalles, 8 de junio de 1781.
- La Clémence de Henri IV, drame en 3 actes, en prose, París, Teatro italiano (sala Favart), 14 de diciembre de 1783 (1791).
- L’Amour filial, comédie en 2 actes et en prose, mêlée d’ariettes, París, Teatro italiano (sala Favart), 2 de marzo de 1786.
- Stratonice, ballet héroïque en 3 actes, Palacio de Versalles, 30 de diciembre de 1786.
- Bayard ou le siège de Mézières, comédie en trois actes et en vers, París, Teatro italiano (sala Favart), 15 de julio de 1788.
- Les Fourberies de Marine ou le tuteur juge et partie, opéra comique en trois actes et en prose, París, Teatro Feydeau, 11 de septiembre de 1789.